# Catharose de Petri
Catharose de Petri (1902–1990), vlastním jménem Henriette Stok-Huizerová (někdy uváděno Stok-Huyserová), byla jednou z osobností rosekruciánského hnutí.
Stala se spolupracovnicí Jana van Rijckenborgha, vedoucího nizozemského rosekruciánského společenství. Je též uváděna jako spoluautorka některých rosekruciánských publikací, jejichž hlavním autorem byl právě van Rijckenborgh. Po jeho smrti se de Petri stala vedoucí osobností hnutí, když zvítězila nad van Rijckenborghovým synem Henkem Leenem.